# Giuseppe Gabusi
Giuseppe Gabusi (Bologna, 11 aprile 1843 – Bologna, 10 maggio 1906) è stato un musicista e inventore italiano, autore del brevetto del gabusifonio.

## Biografia
Nato a Bologna, studiò musica dal 1858 al 1861 al Liceo musicale di Bologna e dal 1897 al 1905 fu insegnante di strumenti a fiato presso la stessa scuola.
Nel 1887 inventò e brevettò un aerofono che porta il suo nome, il gabusifonio che venne presentato, nel 1881, all'Esposizione nazionale di Milano.
Successivamente, lo strumento entrò a far parte della collezione di Alessandro Kraus a Firenze e del museo degli strumenti musicali di Lipsia.